# Natalia Livingston
Natalia „Natty“ Livingston (* 26. März 1976 in Johnstown, Cambria County, Pennsylvania) ist eine US-amerikanische Schauspielerin sowie Kurz- und Dokumentarfilmproduzentin.

## Leben
Livingston wurde am 26. März 1976 in Johnstown als Tochter von James Livingston und Martha Livingston geboren. Ihr Vater arbeitete als Physiker, ihre mexikanischstämmige Mutter war als Künstlerin und Spanischlehrerin tätig. Sie wuchs in Macon im US-Bundesstaat Georgia auf und verbrachte die Ferien in Mexiko. Sie spricht fließend Spanisch. Sie machte von 1994 bis 1998 an der Emory University ihren Bachelor of Arts in Soziologie. Von 2004 bis 2006 war sie mit dem Schauspieler Tyler Christopher liiert. Am 3. September 2016 heiratete sie ihren langjährigen Partner Matt Aldag, einen Neurowissenschaftler und wissenschaftlichen Autor, in Bedford. Die beiden sind Eltern zweier Kinder.
Bereits während ihrer High-School- und Collegezeit spielte Livingston in verschiedenen Schauspielgruppen mit. 2002 gab sie als Nebendarstellerin im Spielfilm Lügen haben kurze Beine ihr Schauspieldebüt. Von 2003 bis 2008 stellte sie die Rolle der Emily Bowen Quartermaine in der Fernsehserie General Hospital dar. Nach ihrem Serientod kehrte sie 2009 in der Rolle der Rebecca Shaw zurück. Insgesamt war sie in den beiden Rollen von 2003 bis 2013 in 543 Episoden zu sehen. Während ihrer Zeit führte sie eine mehrjährige Beziehung mit ihrem damaligen Schauspielkollegen Tyler Christopher. 2011 übernahm sie in 51 Episoden der Fernsehserie Zeit der Sehnsucht die Rolle der Taylor Walker. Seit demselben Jahr ist sie als Produzentin für Dokumentar- und Kurzfilme tätig.

## Filmografie (Auswahl)

### Schauspiel
- 2002: Lügen haben kurze Beine (Big Fat Liar)
- 2003–2013: General Hospital (Fernsehserie, 543 Episoden, verschiedene Rollen)
- 2004: Hired Help (Kurzfilm)
- 2005: Popstar – Aller Aufstieg ist schwer … (Popstar)
- 2008: West of Brooklyn
- 2011: Zeit der Sehnsucht (Days of Our Lives, Fernsehserie, 51 Episoden)
- 2014: Rough Hustle
- 2014–2017: Tainted Dreams (Fernsehserie, 12 Episoden)
- 2015: Cyber Case – Wenn das Internet zur Falle wird (Cyber Case)
- 2019: Full Count

### Produktionen
- 2011: Heaven and Hell in New Orleans (Dokumentation)
- 2012: The Man Who Ate New Orleans (Dokumentation)
- 2013: Red Alaska (Fernsehfilm)
- 2016: Trapped (Kurzfilm)
- 2016: The Dance (Kurzfilm)
- 2016: Sisters (Kurzfilm)
- 2016: Bullied (Kurzfilm)
- 2017: Knots: The Kiss (Kurzfilm)
- 2017: Knots: Good Old Days (Kurzfilm)
- 2017: Knots: Detour (Kurzfilm)
- 2017: Knots: Blame Game (Kurzfilm)
- 2017: Knots: Tending (Kurzfilm)
- 2018: Unraveling Knots: The Journey Begins (Kurzfilm)
- 2019: In Their Shoes: Unheard Stories of Reentry and Recovery (Dokumentation)